# Eivissa i Formentera al Senat
Ibiza y Formentera al Senado es una coalición electoral formada por varias fuerzas progresistas ante la Junta Electoral Provincial de Islas Baleares para concurrir a las elecciones generales de España de 2023 al Senado por la circunscripción electoral de Ibiza-Formentera.

## Historia
La coalición es creada de cara a las Elecciones generales de 2023 para que el bloque progresista obtenga el senador correspondiente a la circunscripción. El acuerdo aglutina al PSOE, Sumar, Esquerra Unida y Ara Eivissa. De candidatos fueron Juanjo Ferrer y Neus Massanet, estableciendo un acuerdo en el que Juanjo estaría durante tres años de legislatura, y Neus el último.
Tras las elecciones, el senador elegido se integra en el Grupo Parlamentario de Izquierda Confederal en el Senado.

## Resultados
| Elecciones | Cabeza de lista           | Votos  | %     | Senadores | Posición |
| ---------- | ------------------------- | ------ | ----- | --------- | -------- |
| 2023       | Juan José Ferrer Martínez | 25 935 | 46,21 | 1/1       | 1.º      |